# منتخب هولندا للكورفبال
منتخب هولندا للكورفبال (بالهولندية: Nederlands korfbalteam)‏ هو ممثل هولندا الرسمي في المنافسات الدولية في كرة السلة الهولندية
.